# Juvenilia
Juvenilia is een begrip in de schrijvers- en kunstenaarswereld van jeugdwerk zoals de 30 tekeningen die Vincent van Gogh maakte voor hij aan zijn meer artistieke werk begon en die als zodanig in de kunstwereld benoemd zijn.
Ook vroege werken van andere bekende beeldende kunstenaars, schrijvers en dichters worden in catalogi van antiekhandelaren en antiquaren zo omschreven.